# Colin Stranahan
Colin Stranahan (* um 1986 in Denver) ist ein US-amerikanischer Jazzmusiker (Schlagzeug, Komposition) des Modern Jazz.

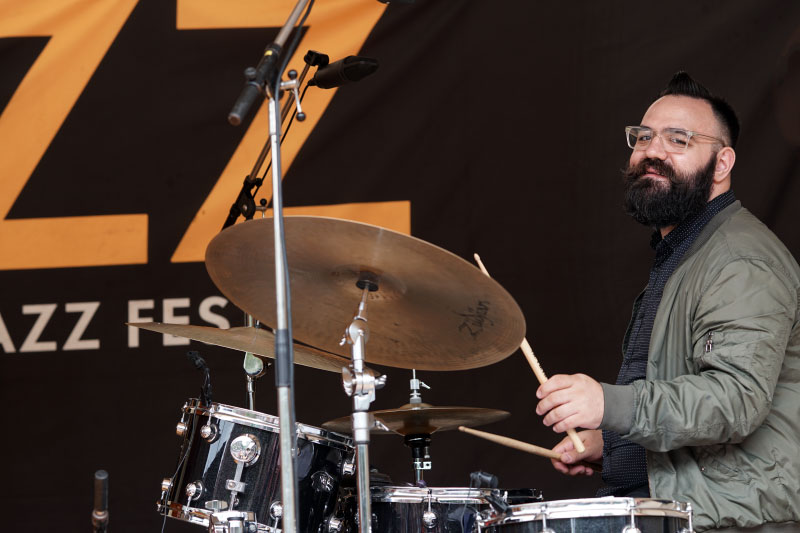
Colin Stranahan
Aarhus Jazz festival 2019

## Leben und Wirken
Colin Stranahan ist der Sohn eines Jazz-Musikpädagogen. Mit drei Jahren begann er mit dem Klavierspiel, mit acht Jahren wechselte er ans Schlagzeug. Als Wunderkind spielte er bereits mit elf Jahren in der lokalen Musikszene seiner Heimatstadt; 2003 nahm er mit 17 Jahren für Capri Records ein erstes Album auf (Dreams Untold). Nach Erhalt eines Stipendiums, des Presidential Scholar Award der National YoungArts Foundation im Jahr 2005 studierte er in Kalifornien am Brubeck Institute, um bald an die New Yorker The New School zu wechseln. Ab 2007 studierte er am Thelonious Monk Institute of Jazz. 2010 entstand nach einer Indientournee sein drittes Album, Life Condition. Stranahan war 2012 einer der Preisträger der Thelonious Monk Drum Competition. Nach Abschluss des Studiums lebte er in New York, wo er mit Musikern wie Kurt Rosenwinkel, Jonathan Kreisberg, Fred Hersch, Terence Blanchard, Dave Kikoski, Kevin Hays, Michael Janisch, Herbie Hancock und Wayne Shorter arbeitete. Ferner bildet er ein Trio mit Rick Rosato (Kontrabass) und Glenn Zaleski (Piano), mit dem er bislang zwei Alben einspielte.
Stranahan unterrichtete am Nordjysk Musikkonservatorium in Aarhus, an der Londoner Royal Academy of Music sowie in Sommercamps am Brubeck Institute Summer Jazz Colony, The Fara Sabina Summer Jazz School und auf dem Festival in Fara Sabina (Italien). Außerdem unterrichtete er Meisterklassen am Oberlin College, New England Conservatory, auf der International Jazz Conference in Thailand und auf dem Singapore Esplanade Jazz Festival.
Im Bereich des Jazz war er zwischen 2003 und 2018 an 27 Aufnahmesessions beteiligt, u. a.  auch mit Lucas Pino, John Raymond und Theo Kapilidis, zuletzt mit Rafal Sarnecki (Climbing Trees, 2018).

## Diskographische Hinweise
- Colin Stranahan/Glenn Zaleski/Rick Rosato: Anticipation (Capri, 2011)
- Colin Stranahan/Glenn Zaleski/Rick Rosato: Limitless (Capri, 2012)